# Dooabia puncticostata
Dooabia puncticostata là một loài bướm đêm thuộc họ Geometridae. Loài này có ở Sundaland.

## Hình ảnh

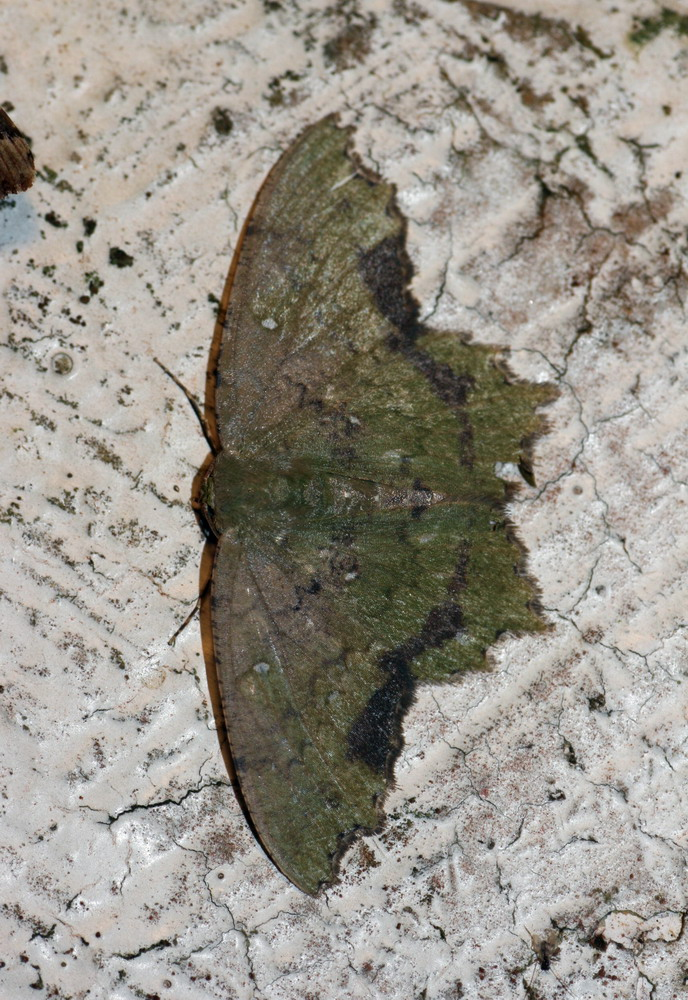